# Onze-Lieve-Vrouw-Hemelvaartkerk (Sint-Mariakappel)
De Onze-Lieve-Vrouw-Hemelvaartkerk (Frans: Église Notre-Dame de l'Assomption) is de parochiekerk van de gemeente Sint-Mariakappel in het Franse Noorderdepartement.

## Geschiedenis
Deze bakstenen kerk werd gebouwd in 1620 op 500 meter ten zuiden van de Onze-Lieve-Vrouw der Veldenkapel, en in deze kerk werd melding gemaakt van drie grafzerken, uit de 16e en 17e eeuw.
In 1871 ontstond brand in de sacristie, die zich uitbreidde naar de kerk, welke verloren ging op de toren en het portaal na.
In 1875 werd een nieuwe kerk in gebruik genomen en in 1877 werd het orgel geïnstalleerd. Dit was afkomstig van de kapel van de Broeders van het Christelijk Onderwijs te Sint-Omaars.
Op 15 mei 1918 viel een bom op het kerkhof die aanzienlijke schade aan de toren, de ramen en het orgel aanrichtte.

## Gebouw
Het betreft een bakstenen basilicale kerk van 1875, in neogotische stijl. De ingebouwde westtoren is van 1620.